# Victoria de Peonio
Victoria o Niké es una escultura griega de mármol de Paros, cuya autoría es atribuida por Pausanias al escultor Peonio de Mende y fechada entre los años 425 a. C. y 421 a. C., enmarcada, por tanto, dentro del periodo clásico. Fue descubierta en 1875 durante las campañas de excavaciones que dirigieron los alemanes por toda Grecia en aquellos años. Se encuentra en el Museo Arqueológico de Olimpia.

## Descripción
Originalmente estaba situada delante del Templo de Zeus, en Olimpia, a unos 30 metros de su esquina sureste. La parte conservada de la escultura está esculpida de un solo bloque de mármol de Paros, tiene una altura de 2,115 metros y con las alas desplegadas, que se han perdido en su mayor parte, debía medir casi 3 metros. Estaba colocada sobre un pedestal triangular de 8,81 metros de alto formado a su vez de 12 bloques también triangulares.
La imagen representa a la diosa Niké o Victoria descendiendo a la tierra para agasajar a los vencedores con un ramo de olivo que lleva en su mano derecha, con alas desplegadas y las ropas que se pegan a su cuerpo por efecto del viento y de su movimiento.

## Motivo y autoría
Según Pausanias en su Descripción de Grecia la obra fue un encargo de los habitantes de Naupacto y Mesenia como ofrenda por sus victorias militares. Pausanias se inclina a pensar que el motivo fue la victoria una guerra que mantuvieron contra los acarnanios y Eníadas aunque recoge la versión de los propios mesenios que fue por su victoria sobre los espartanos en la batalla de Esfacteria y que no pusieron el nombre de sus enemigos en la dedicatoria por miedo a ellos, mucho más poderosos que los acarnanios.
El descubrimiento de la escultura así como del pedestal de la misma en donde viene recogida la dedicatoria confirma las noticias dadas por Pausanias. La dedicatoria dice:

Los habitantes de Mesenia y Naupacto ofrendan a Zeus Olímpico un diezmo de los trofeos de la guerra.

Igualmente dicha dedicatoria confirma la atribución de Pausanias de la escultura a Peonio de Mende, al contrario que con la que hizo del frontón oriental del Templo de Zeus de Olimpia considerada hoy en día errónea. En letras más pequeñas, la dedicatoria confirma la autoría de Peonio:

Hecha por Peonio de Mende quien también hizo la acrótera del templo